# Уилям Орбит
Уилям Орбит (на английски William Orbit, изписван също като William Ørbit) е британски музикант и продуцент, роден на 30 юли 1956 като Уилям Уейнрайт (William Wainwright). Най-известен е с работата си по албума „Ray of Light“ на Мадона, за което получава награда Грами. Записва и песни за някои от другите ѝ албуми, но една част от тях така и не са издадени официално. Продуцира песента „13“ на Blur и ремиксира няколко техни песни. Продуцира песента Alien на Бритни Спиърс.
Неговата специалност е атмосферичната електроника, често пъти с китарен акомпанимент. През 1980, заедно с Лори Майер, Грант Гилбърт и Рико Конинг създава групата Torch Song. След това участва в няколко албума на групата Bassomatic. Когато приключва работата си с тях в началото на 90-те, той издава няколко самостоятелни албума под името Strange Cargo, в които могат да се чуят вокалите на Бет Ортън, Лори Майер и Клео Торес. През 2000 издава албума Pieces in a Modern Style, който представя преработени класически пиеси, изпълнени през гледната точка на електронната музика. Едновременно с това продуцира и ремиксира музиката на много изпълнители като All Saints, Sugababes, Пинк и др. Всичките му работи носят характерния за него електронен саунд и специфична техника, поради което музиката му не може да бъде сбъркана.

## Дискография

### с Torch Song
- Wish Thing
- Ecstasy
- Exhibit A
- Toward the Unknown Region

### с Bassomatic
- Set the Controls for the Heart of the Bass
- Science & Melody

### Самостоятелни издания
- Orbit
- Strange Cargo I
- Strange Cargo II
- Superpinkymandy
- Strange Cargo III
- Strange Cargo Hinterland
- Pieces in a Modern Style (1999)
- Hello Waveforms (2006)
- My Oracle lives uptown (2009)